# VII wieków Warszawy (monety)
VII wieków Warszawy – trzy monety okolicznościowe o nominale 10 złotych, bite w miedzioniklu z datą 1965 i 1966. Dwie z nich mają identyczne rysunki awersu i rewersu (Kolumna Zygmunta), natomiast różnią się średnicą i datą. Trzecia moneta bita w 1965 r. przedstawia pomnik Warszawskiej Nike. Autorką projektu monety była Wanda Gosławska.